# Canaan (CDP, New Hampshire)
Canaan CDP ist ein Census-designated place in der Town of Canaan im Grafton County im US-Bundesstaat New Hampshire. Die Volkszählung von 2020 erfasste 442 Einwohner. Der CDP wurde im Jahr 2010 erstmals vom Census definiert. Er umfasst den Kernort der Town of Canaan.

## Lage
Der Ort liegt bei den Koordinaten 43° 39' 1.10" Nord und 72° 0' 57.44" West auf einer Höhe von 290 Metern über dem Meeresspiegel westlich des Mount Cardigan. Die 1,8 km² große Fläche des Gebietes ist zur Gänze Landfläche. Durch Canaan verläuft die US-4, von der die New Hampshire Route NH-118 nach Lincoln abzweigt.